# Monk's Dream
Monk's Dream è il primo album del noto jazzista Thelonious Monk con la Columbia Records. Pubblicato nel 1963, è l'album più venduto di Monk.
Bye-Ya e Bolivar Blues furono registrati il 31 ottobre 1962; Body and Soul e Bright Mississippi il primo Novembre; Sweet and Lovely, Just a Gigolo e Monk's Dream il 2 novembre; infine Five Spot Blues il 6 novembre.
Bright Mississippi è l'unico brano dell'album che Monk non aveva precedentemente registrato.
Bolivar Blues originariamente si chiamava Ba-lue Bolivar Ba-lues-are, brano presente nell'album Brilliant Corners del 1957.
Five Spot Blues in precedenza si chiamava Blues Five Spot ed apparve la prima volta nell'album Thelonious in Action, registrato dal vivo al Five Spot Cafe a New York nel 1958 e pubblicato per la Riverside.
Monk's Dream, Bye-Ya, e Sweet and Lovely furono già registrate da Monk per la Prestige Records in una sessione di 10 anni precedente al disco.

## Tracce
- Tutte le composizioni sono di Thelonious Monk eccetto dove indicato.

### Lato 1
1. Monk's Dream
2. Body and Soul (Edward Heyman, Robert Sour, Frank Eyton e Johnny Green)
3. Bright Mississippi
4. Five Spot Blues

### Lato 2
1. Bolivar Blues
2. Just a Gigolo (Julius Brammer, Irving Caesar, Leonello Casucci)
3. Bye-Ya
4. Sweet and Lovely (G. Arnheim, H. Tobias, J. Lemare)

## Musicisti
- Thelonious Monk - pianoforte
- Charlie Rouse - sax tenore
- John Ore - basso
- Frankie Dunlop - batteria